# Behind Your Touch
Behind Your Touch är en sydkoreansk drama- och komediserie som hade premiär på strömningstjänsten Netflix den 12 augusti 2023. Första säsongen består av 16 avsnitt.

## Handling
Serien kretsar kring en veterinär som besitter mediala förmågor och en polis. Tillsammans löser de brott i en småstad men sätts på prov när de ska lösa ett fall med en seriemördare.

## Rollista (i urval)
- Han Ji-min – Bong Ye-bun
- Lee Min-ki – Moon Jang-yeol
- Suho – Kim Seon-woo
- Joo Min-kyung – Bae Ok-hee
- Kim Hee-won – Won Jong-mook
- Lee Seung-joon – Cha Ju-man
- Park Hyuk-kwon – Park Jong-bae
- Park No-sik – Jeon Gwang-sik